# Albert Cluytens
Albert Cluytens (ur. 16 listopada 1955 w Antwerpii) – belgijski piłkarz grający na pozycji pomocnika. Był reprezentantem Belgii.

## Kariera klubowa
Swoją karierę piłkarską Cluytens rozpoczął w klubie KSK Hoboken, w którym sezonie 1973/1974 zadebiutował w czwartej lidze belgijskiej. W 1974 roku przeszedł do pierwszoligowego KSK Beveren. W sezonie 1977/1978 zdobył z nim Puchar Belgii, a w sezonie 1978/1979 wywalczył z nim mistrzostwo Belgii. W Bevren grał do końca sezonu 1980/1981.
W sezonie 1981/1982 Cluytens był zawodnikiem Anderlechtu i wywalczył z nim wicemistrzostwo Belgii. W sezonie 1982/1983 występował w Royalu Antwerp FC.
Latem 1983 Cluytens przeszedł do KV Mechelen. W sezonie 1986/1987 wywalczył z Mechelen wicemistrzostwo kraju oraz zdobył Puchar Belgii. W sezonie 1987/1988 ponownie został wicemistrzem Belgii oraz zdobył Puchar Zdobywców Pucharów (nie wystąpił w wygranym 1:0 finałowym meczu z Ajaksem). W sezonie 1988/1989 sięgnął z Mechelen po tytuł mistrzowski, a w lutym 1989 zdobył z nim Superpuchar Europy (nie zagrał w obu finałowych meczach z PSV, wygranym 3:0 i przegranym 0:1).
W sezonie 1988/1989 Cluytens grał w RWD Molenbeek. W sezonie 1989/1990 występował w trzecioligowym Francs Borains Boussu, a w sezonie 1990/1991 w czwartoligowym KRC Boortmeerbeek. W latach 1992–1993 był zawodnikiem KFC Eendracht Zele, a w latach 1993–1994 – FC Sint-Martens-Latem, w którym zakończył karierę.
| Sezon   | Klub                  | Kraj   | Rozgrywki     | Mecze | Gole |
| ------- | --------------------- | ------ | ------------- | ----- | ---- |
| 1973/74 | KSK Hoboken           | Belgia | V liga        | ?     | ?    |
| 1974/75 | SK Beveren Waes       | Belgia | Eerste klasse | ?     | ?    |
| 1975/76 | SK Beveren Waes       | Belgia | Eerste klasse | 28    | 10   |
| 1976/77 | SK Beveren Waes       | Belgia | Eerste klasse | ?     | ?    |
| 1977/78 | KSK Beveren           | Belgia | Eerste klasse | ?     | ?    |
| 1978/79 | KSK Beveren           | Belgia | Eerste klasse | 34    | 4    |
| 1979/80 | KSK Beveren           | Belgia | Eerste klasse | 32    | 3    |
| 1980/81 | KSK Beveren           | Belgia | Eerste klasse | 32    | 7    |
| 1981/82 | RSC Anderlecht        | Belgia | Eerste klasse | 32    | 2    |
| 1982/83 | Royal Antwerp FC      | Belgia | Eerste klasse | 19    | 0    |
| 1983/84 | KV Mechelen           | Belgia | Eerste klasse | 32    | 1    |
| 1984/85 | KV Mechelen           | Belgia | Eerste klasse | ?     | ?    |
| 1985/86 | KV Mechelen           | Belgia | Eerste klasse | 32    | 1    |
| 1986/87 | KV Mechelen           | Belgia | Eerste klasse | 33    | 0    |
| 1987/88 | KV Mechelen           | Belgia | Eerste klasse | 20    | 0    |
| 1988/89 | RWD Molenbeek         | Belgia | Eerste klasse | 12    | 0    |
| 1989/90 | Francs Borains Boussu | Belgia | Derde klasse  | ?     | ?    |
| 1990/91 | KRC Boortmeerbeek     | Belgia | IV liga       | ?     | ?    |
| 1991/92 | KFC Eendracht Zele    | Belgia | Derde klasse  | ?     | ?    |
| 1992/93 | KFC Eendracht Zele    | Belgia | IV liga       | ?     | ?    |
| 1992/93 | FC Sint-Martens-Latem | Belgia | IV liga       | ?     | ?    |
| 1993/94 | FC Sint-Martens-Latem | Belgia | IV liga       | ?     | ?    |
| 1994/95 | FC Sint-Martens-Latem | Belgia | IV liga       | ?     | ?    |

## Kariera reprezentacyjna
W reprezentacji Belgii Cluytens zadebiutował 21 grudnia 1977 w przegranym 0:1 towarzyskim meczu z Włochami, rozegranym w Liège. Grał w eliminacjach do Euro 80 i do MŚ 1982. Od 1977 do 1981 rozegrał w kadrze narodowej 12 meczów i strzelił 1 gola.